# 200

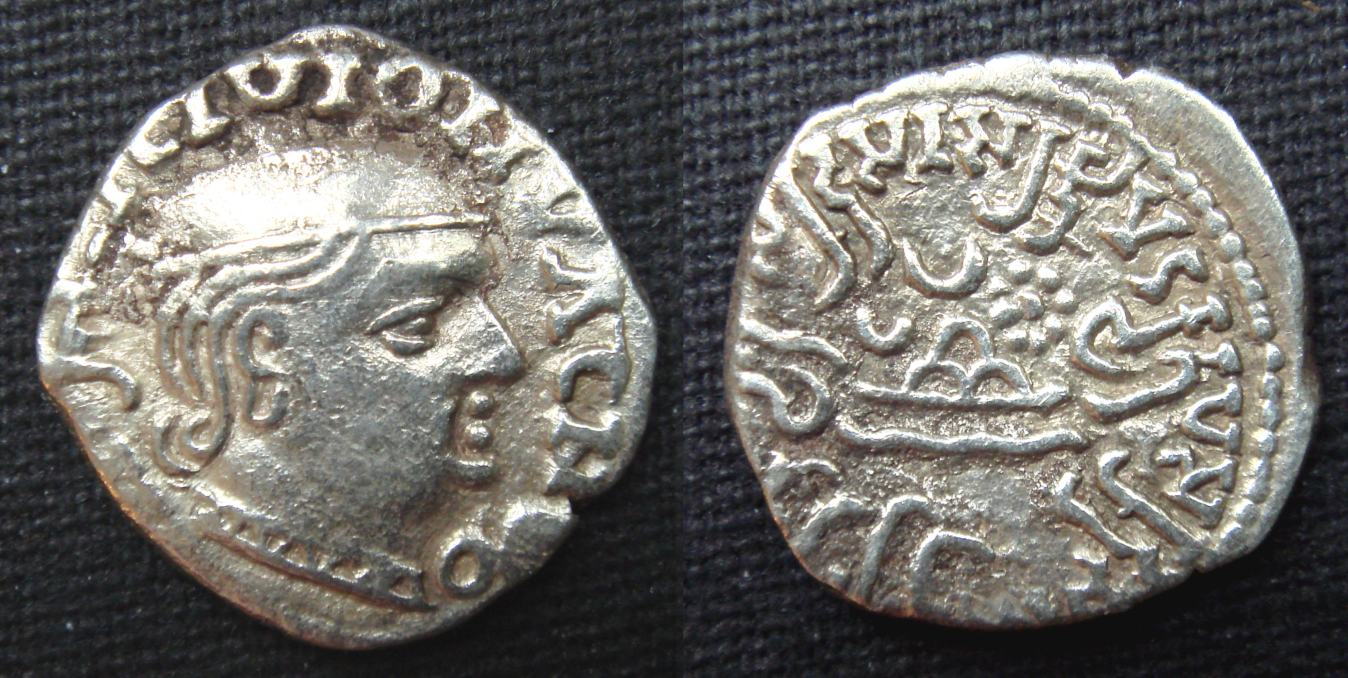
Rudrasena I van Malwa

Het jaar 200 is het 100e jaar in de 2e eeuw volgens de christelijke jaartelling.

## Gebeurtenissen

### Europa
- De Germaanse stammen (o.a. Chamaven, Chatten en Chasuarii) die langs de Rijn wonen, verenigen zich in een Frankisch bondgenootschap.

### Egypte
- Keizer Septimius Severus bezoekt Egypte, hij doet een inspectiereis naar de Nijldelta en versterkt de machtspositie van het Romeinse leger.
- Claudius Ptolemaeus schrijft zijn astrologisch boekwerk: Tetrabiblos. Hierin beschrijft hij een studie over astronomie en de sterrenbeelden.

### Noord-Afrika
- Numidië (huidige Noord-Algerije) wordt door een Romeins expeditieleger verovert en als Romeinse provincie bij het Romeinse Keizerrijk ingelijfd.

### China
- Krijgsheer Sun Ce raakt dodelijk gewond tijdens de jacht en draagt het bevel over aan zijn broer, Sun Quan, markies van het Koninkrijk Wu.
- Slag bij Guandu: Krijgsheer Cao Cao verslaat bij de Gele Rivier (Henan) het opstandige leger (110.000 man) onder bevel van Yuan Shao.

### India
- Koning Rudrasena I (r. 200-222) bestijgt de troon als heerser van Malwa in Centraal-India.

### Zuid-Amerika
- De Moche-cultuur wordt verspreid over het huidige Peru en kent een bloeitijd tot 400.

## Geboren
- Marcus Claudius Tacitus, keizer van het Romeinse Rijk (overleden 276)
- Valerianus I, keizer van het Romeinse Keizerrijk (overleden 260)

## Overleden
- Sun Ce (25), Chinees veldheer en stichter van het Koninkrijk Wu